# Upplands runinskrifter 908
Upplands runinskrifter 908 är en vikingatida runsten av röd fältspatsrik granit i Fiby, Vänge socken och Uppsala kommun. Runstenen är 2 meter hög och 0,75 meter bred vid basen. Runhöjden är 5-7 centimeter. En bit av stenens topp är avslagen. Själva ristningen är mycket otydlig. Runstenen är uppställd i en stenfodrad grop. Den blev under 1900-talet flyttad till sin nuvarande plats efter att tidigare ha varit inmurad i en bro över Fibyån.

## Inskriften
Translitterering av runraden:
þoriʀ × lit hakua stain at · binu fiþur sin × ketilu[i × at × b]onta sin ×
Normalisering till runsvenska:
Þoriʀ let haggva stæin at Binu(?), faður sinn, Kætilvi at bonda sinn.
Översättning till nusvenska:
Tore lät hugga stenen efter binu, sin fader, Kättilvi efter sin man.
Stenen är rest av en son, Tore, och hans moder Kättilvi efter fadern och maken med namnet binu, som är helt okänt. Det kan röra sig om ordet "birna" (som betyder björnhona) som från Norge är känt som tillnamn på en man. I så fall har ett r blivit överhoppat eller glömt i ristningen.